# Sepulcre de Josep Arnau i Preses
El Sepulcre de Josep Arnau i Preses és una obra d'Arenys de Mar (Maresme) del cementiri d'Arenys de Mar realitzada per Venanci Vallmitjana.

## Descripció
Conjunt escultòric en marbre blanc representant la Santíssima Trinitat. Està feta a mida natural i la seva presència impressiona al visitant. La figura del Pare està representada per una imatge acollidora d'un home gran amb barba que al seu pit hi té un colom amb les ales esteses que representa l'Esperit Sant. El fill -difunt- està repenjat en el pare, amb el cap de cantó, i té, als seus peus, un angelet. Tot el grup s'aguanta en una massa pètria que dona la sensació d'uns núvols, element, el qual, fa que el conjunt no faci la sensació de pesat i puja la sensació de magnificència.